# Elymnias arikata
Elymnias arikata är en fjärilsart som beskrevs av Hans Fruhstorfer 1907. Elymnias arikata ingår i släktet Elymnias och familjen praktfjärilar. Inga underarter finns listade i Catalogue of Life.